# Catedral de San Clemente (Aarhus)
La catedral de Aarhus (en danés Århus domkirke) es el principal templo de la ciudad de Aarhus, en Dinamarca. Es una iglesia gótica, construida esencialmente de ladrillo (gótico báltico o de ladrillos) y el mayor templo del país. Conserva algunas partes de arte románico.
Su construcción comenzó cerca del año 1200 y fue consagrada por el obispo Peder Vognsen, con la advocación de San Clemente, el santo patrón de los marineros, bastante venerado en los países nórdicos durante la Edad Media. Esta primera iglesia, finalizada hacia 1300, era de un típico estilo románico.
En 1330, la catedral se incendió, y por ello permaneció abandonada hasta finales del siglo XIV. Entonces, el arte gótico ya había llegado a Dinamarca y la catedral fue reconstruida en ese estilo, quedando lista en su aspecto actual en el año 1500.
Posee varios récords en Dinamarca: además de ser la iglesia más larga con sus 93 metros, es también la más alta (96 metros hasta el chapitel), la iglesia de ladrillo más antigua, tiene la mayor cantidad de frescos, el órgano más grande, y su tríptico es el mayor tesoro medieval del país.
El retablo, obra del renombrado pintor y escultor Bernt Notke, es de alta calidad artística y se mantiene en buen estado. Fue construido en Lübeck en la década de 1470. Varias lápidas de la cripta son autoría del escultor flamenco Thomas Quellinius.

## Galería de imágenes

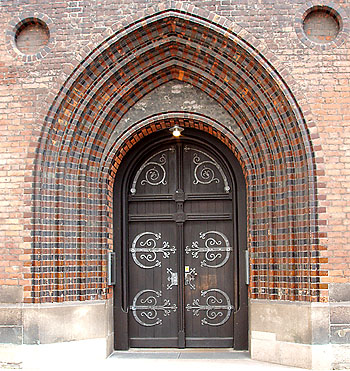
Portal principal
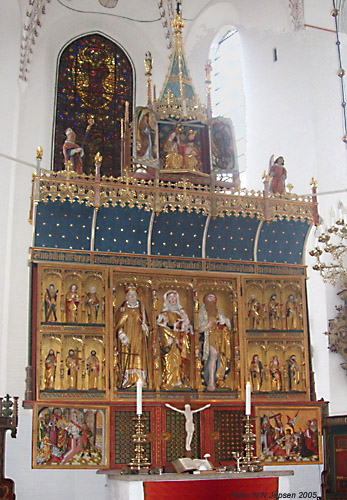
Retablo de Bernt Notke, uno de los mayores tesoros medievales de Dinamarca
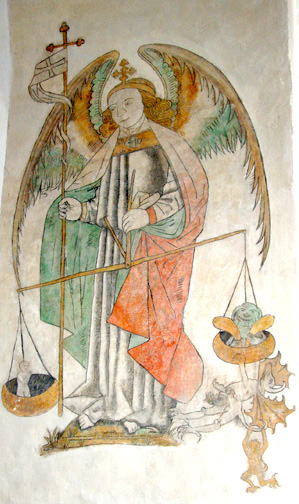
Fresco medieval de típico estilo danés